# A Reichenbach-vízesés
A Reichenbach-vízesés a Sherlock című televíziós sorozat hatodik epizódja, a második évad harmadik része, évadzáró epizód. Ebben a történetben Moriarty megpróbálja lejáratni Sherlockot, és a végén öngyilkosságba hajszolni. Az epizód története Sir Arthur Conan Doyle Az utolsó eset című novellájának sztorijából merít ihletet, míg a rész címe is az abban található végső összecsapás helyszínére utal.
2012. január 15-én mutatták be a BBC-n. 

## Cselekmény
Az epizód kezdetén John Watson látható a terapeutájánál, akinél másfél éve nem járt. Bár nehezére esik neki kimondani, hogy mi nyomja a szívét, végül megteszi: a legjobb barátja, Sherlock Holmes, meghalt. A kijelentést követően visszarepülünk három hónapot az időben, amikor is Sherlock a megoldott bűnügyekért cserébe különféle kitüntetéseket és ajándékokat vesz át a hálás emberektől, a sajtó pedig továbbra is imádja őt. Eközben Moriarty elmegy a brit királyi koronaékszerek kiállítására, ahol a mobiltelefonja segítségével akcióba kezd: egyszerre kinyitja a nemzeti bank széfjét, lekapcsolja a pentonville-i börtön biztonsági rendszerét, majd ezt követően betöri a koronaékszerek tárolójának üvegfalát. A biztonsági kamerák számára kiírja az üvegfalra filccel, hogy „Hívják Sherlockot”, majd ezt követően hagyja magát elfogni, miközben az ékszerekkel pózol.
A tárgyalás előtt egy magát rajongónak valló újságírónő próbál interjút kérni Sherlocktól, de az visszautasítja. Moriarty perében Sherlockot mint szakértőt hallgatják meg, ahol rávilágít a bűnöző veszélyességére. Az esküdtek mégsem ítélik el, mert megfenyegette az emberein keresztül azok családját. Szabadlábra kerülése után meglátogatja Sherlockot, és közli vele, hogy ők ketten nagyon hasonlóak, és még tartozik neki, hiszen kettejük nagy kérdését nem sikerült tisztázni. Eközben Johnt Mycroft hívatja magához, aki fényképfelvételekkel bizonyítja, hogy a Baker Street környékére orosz bérgyilkosok költöztek. Arra kéri Watsont, hogy vigyázzon az öccsére.
Ezután a páros új ügyet kap: meg kell találnia az amerikai nagykövet elrabolt gyerekeit. Nem sejtik, hogy ez az első lépése annak a tervnek, amit Moriarty eszelt ki, hogy hiteltelenítse ellenfelét, és hogy elhitesse a világgal, hogy igazából mindent ő eszelt ki. A kislányt pszichológiai eszközökkel annyira befolyásolja, hogy amikor Sherlock megtalálja őt, halálra rémül. Emiatt Donovan őrmester első számú gyanúsítottja ő lesz, Lestrade pedig nem tehet mást, mint végül letartóztatja. Ő viszont megszökik Johnnal együtt, aki a kezéhez van bilincselve. Rájönnek, hogy valószínűleg azért keveredhettek ekkora bajba, mert Moriarty a titkos fegyverét, a bármilyen számítógépes rendszerbe való betörést biztosító kódot a Baker Street-i lakásukban rejtette el, amikor náluk járt.
Felkeresik a Sherlock által elutasított újságírónőt, Kitty Riley-t, aki azóta szép lejárató cikket hozott össze a párosról. Nála legnagyobb megdöbbenésükre Moriartyval találkoznak, aki viszont a Richard Brook néven mutatkozik be, és azt állítja, hogy ő egy profi színész, mesemondó a tévében, akit Sherlock bérelt fel, hogy játssza el az ősellenségét. Sherlock, aki rájön, hogy a Richard Brook valójában utalás a „reicher Bach”-ra, egy nemrég megoldott esetére, eldönti, hogy leszámol ellenfelével, méghozzá úgy, hogy hagyja, hogy az elérje célját: meghal. Ehhez Molly Hoopertől kér segítséget. John rájön, hogy a kihallgatásai alkalmával Mycroft szolgáltatott ki elég információt Moriartynak arról, hogy ez az egész megtörténhessen, amit az illető azóta már megbánt. Sherlock közben úgy véli, rájött a titkos kódra is: az az elméjében van elrejtve, mert a kód bináris, és Moriarty dobolásával adta le neki, amikor nála járt.
John üzenetet kap, hogy Mrs. Hudsont lelőtték és haldoklik. Ez csak egy elterelés, a nőnek semmi baja, viszont arra elég jó, hogy Sherlock egyedül maradjon Moriartyval. Találkozójukat egy kórház tetejére beszélik meg, ahol végre megoldhatják kettejük nagy kérdését. Sherlock azt állítja, hogy a kóddal mindent vissza tud csinálni, és Richard Brook megszűnik létezni. Moriarty viszont közli vele, hogy nincs semmiféle kód, az egész csak kitaláció, mindent az emberei intéztek, és hogy Sherlocknak itt és most öngyilkosnak kell lennie, különben a bérgyilkosai végeznek Johnnal, Lestrade-del és Mrs. Hudsonnal. Miután Sherlock rájön arra, hogy Moriarty bármikor vissza tudja hívni az embereit egy titkos kóddal, megpróbálja meggyőzni őt, hogy bármit megtesz, csak hívja vissza a bérgyilkosait. Moriarty meggyőződik róla, hogy ő és Sherlock teljesen egyformák. Megnyugtatja őt, hogy amíg ő életben van, a barátainak nem eshet bántódása – majd főbe lövi magát.
Így Sherlock számára nem maradt több választás. Felhívja Johnt, és közli vele, hogy amit pletykálnak róla, az mind igaz volt, tényleg csak kitalált mindent. Ezután leveti magát a kórház tetejéről és szörnyethal a földön. John nem tehet semmit: egy kerékpáros elüti őt, amikor segíteni indulna, és már csak a barátja holttestét elszállító mentősöket látja.
Az epizód végén John és Mrs. Hudson meglátogatják Sherlock sírját, ahol könyörög neki, hogy hagyja abba ezt a játékot, és ne legyen halott. Ahogy elsétál, a sírok mögött az őket bámuló, életben lévő Sherlock látható.

## Érdekességek
Az epizód csúcspontja, Sherlock és Moriarty halála Az utolsó eset című történetben található, ahogy az is, hogy Watson otthagyja barátját Mrs. Hudson balesetének híre miatt (az eredeti történetben egy haldokló nő miatt). Moriarty látogatása Sherlocknál egy 1899-es színműben, illetve a A zöld ruhás nő 1945-ös filmváltozatában látható. A zöld ruhás nő a forrása annak a szándéknak is, hogy Moriarty öngyilkosságra akarja rábírni Sherlockot.
Az epizódot követően számtalan rajongói spekuláció kapott lábra azzal kapcsolatosan, hogy Sherlock mégis hogy volt képes túlélni egy ilyen ugrást. A megfejtés a harmadik évad első részében látható, ahogy egyes spekulációk is.